# Comuna Essunga
Essunga (Essunga kommun) este o comună din comitatul Västra Götalands län, Suedia, cu o populație de 5.494 locuitori (2013).

## Geografie

### Zone urbane
Lista celor mai mari zone urbane din comună (anul 2015) conform Biroului Central de Statistică al Suediei:
| Nr | Zona urbană | Pop.  |
| -- | ----------- | ----- |
| 1  | Nossebro    | 1.884 |
| 2  | Främmestad  | 391   |
| 3  | Jonslund    | 304   |

## Demografie
| \| Evoluția demografică în comuna Essunga, 1970–2015 \| Evoluția demografică în comuna Essunga, 1970–2015 \| Evoluția demografică în comuna Essunga, 1970–2015 \| Evoluția demografică în comuna Essunga, 1970–2015 \| Evoluția demografică în comuna Essunga, 1970–2015 \| \| ----------------------------------------------------------------------------------------------------- \| ------------------------------------------------- \| ------------------------------------------------- \| ------------------------------------------------- \| ------------------------------------------------- \| \| An \| \| \| Locuitori \| \| \| 1970 \| 1970 \| \| 5784 \| 5784 \| \| 1975 \| 1975 \| \| 5710 \| 5710 \| \| 1980 \| 1980 \| \| 6061 \| 6061 \| \| 1985 \| 1985 \| \| 5850 \| 5850 \| \| 1990 \| 1990 \| \| 6029 \| 6029 \| \| 1995 \| 1995 \| \| 6005 \| 6005 \| \| 2000 \| 2000 \| \| 5835 \| 5835 \| \| 2005 \| 2005 \| \| 5717 \| 5717 \| \| 2010 \| 2010 \| \| 5564 \| 5564 \| \| 2015 \| 2015 \| \| 5590 \| 5590 \| \| Sursa: SCB - Statistika Centralbyrån, Folkmängd efter region, civilstånd, ålder och kön. År 1968–2016 \| \| \| \| \| |      |  |           |      |
| Evoluția demografică în comuna Essunga, 1970–2015 |      |  |           |      |
| An |      |  | Locuitori |      |
| 1970 | 1970 |  | 5784      | 5784 |
| 1975 | 1975 |  | 5710      | 5710 |
| 1980 | 1980 |  | 6061      | 6061 |
| 1985 | 1985 |  | 5850      | 5850 |
| 1990 | 1990 |  | 6029      | 6029 |
| 1995 | 1995 |  | 6005      | 6005 |
| 2000 | 2000 |  | 5835      | 5835 |
| 2005 | 2005 |  | 5717      | 5717 |
| 2010 | 2010 |  | 5564      | 5564 |
| 2015 | 2015 |  | 5590      | 5590 |
| Sursa: SCB - Statistika Centralbyrån, Folkmängd efter region, civilstånd, ålder och kön. År 1968–2016 |      |  |           |      |